# Lewisburg, Pennsylvania
Lewisburg là một thị trấn thuộc quận Union, tiểu bang Pennsylvania, Hoa Kỳ. Năm 2010, dân số của thị trấn này là 5792 người.